# 米海爾六世
米海尔六世·布林加斯（希臘語：Μιχαήλ ΣΤ΄ Βρίγγας，  Mikhaēl VI Bringas；?—1059年），拜占庭帝國皇帝（1056年～1057年在位）。

## 生平
1055年1月11日，君士坦丁九世去世，年老的狄奧多拉單獨執政，當時她已經年屆七旬。女皇再次顯示了她隱匿已久的政治手腕，並挫敗了一起企圖取代她改立保加利亞總督尼科弗魯斯·普羅透昂的陰謀。在她穩固的統治下，先前為所欲為的貴族受到約束，眾多弊端得到改善，但她也因對異己政敵過於嚴厲又不適當地僱傭心腹僕人作為顧問而受到「任人唯親」的非議。這些心腹中包括她手下有影響的大臣利奧·帕拉斯龐迪洛斯，利奧集團試圖維持通過年老的女皇的名義控制朝政的局面，但是君士坦丁堡牧首米海尔一世·克魯拉硫斯勸女皇通過結婚選擇繼承人。但是女皇在1056年8月31日已經病入膏肓了，不可能談及下嫁之事。她在朝野的壓力下最終聽從了米海尔一世·克魯拉硫斯牧首的勸告，選擇了她的寵臣之一、前軍需大臣米海尔·布林加斯作為繼承人，即後來的米海尔六世。9月初，狄奧多拉女皇去世，無嗣，馬其頓王朝告終。
米海尔六世為人「不適合統治而適應被統治和受指導」，他被稱為老軍官或老將軍。他的登基是官僚黨人的勝利，特別是元老們被授予各種頭銜和賞賜。而米海尔六世對軍人的態度卻截然不同，他草率地解散了由伊薩克·科穆寧和卡塔卡隆·塞考麥努斯等將領統率的軍團。這樣導致兵變，將領們群起反對君士坦丁堡政府。1057年6月8日，伊薩克·科穆寧在帕夫拉戈尼亚被擁立為皇帝，支持者從小亞細亞四方八面湧向他，在短時間內，他就率領部下出現在尼西亞。米海尔六世派遣鎮壓伊薩克的帝國軍隊被擊敗，米海尔六世只好遺使求和，答應任命伊薩克為凱撒及繼承人。當時，君士坦丁堡發生叛亂，大教長迫米海尔六世退位，由伊薩克·科穆寧當上皇位。1057年9月1日，伊薩克·科穆寧進入君士坦丁堡加冕為皇帝，米海尔六世退位成為修士，並於1059年於家中逝世。